# Neutral monism
Neutral monism är en filosofisk teori om att verkligheten är en konstruktion som grundas på innehållet i sinnesupplevelserna. Dessa antas vara neutrala i den meningen att de varken är mentala eller materiella. Bland de filosofer som har försvarat teorin återfinns bland annat William James, Ernst Mach och Bertrand Russell.